# Oshagan Choloyan
Oshagan Choloyan (* 1947 in Aleppo, Syrien) ist der gegenwärtige Erzbischof der Östlichen Prälatur der Armenischen Apostolischen Kirche in den USA (Katholikat von Kilikien).
Choloyan begann seine Ausbildung in Aleppo. 1960 trat er in das Theologische Seminar des Kilikischen Katholikats ein. 1964 wurde er zum Diakon, 1967 durch Bischof Karekin Sarkissian zum zölibatären Priester geweiht. Dieser, inzwischen Katholikos Karekin II. von Kilikien, ordinierte ihn 1994 zum Bischof. Katholikos Aram I. verlieh ihm 1998 den Rang eines Erzbischofs. Er studierte von 1968 bis 1970 an der American University in Beirut und 1974–1978 am Princeton Theological Seminary, New Jersey. Er lehrte am Seminar des Kilikischen Katholikats sowie an armenischen Schulen in Beirut und Aleppo. Ab 1980 wirkte er als Delegat des Katholikos in Kuwait und den Arabischen Emiraten und wurde dann zum Prälaten der nordamerikanischen Diözese gewählt.